# Kurt Zeitler
Kurt Zeitler (* 1959) ist ein deutscher Kunsthistoriker.
Kurt Zeitler studierte Kunstgeschichte, Philosophie und bayerische Kirchengeschichte an der Universität München und wurde 1992 bei Hermann Bauer promoviert. Seit dem 1. November 1996 ist er als Konservator an der Staatlichen Graphischen Sammlung in München tätig und dort stellvertretender Direktor. Er ist für die italienische, französische und englische Kunst des 15. bis 18. Jahrhunderts zuständig.
Er ist auch als Experte für die Sendung Kunst und Krempel des Bayerischen Rundfunks tätig. 

## Veröffentlichungen (Auswahl)
- Galeazzo Alessis Villen Giustiniani-Cambiaso und Grimaldi-Sauli. Ein Genueser Beitrag zur Villenarchitektur im Cinquecento. Tuduv, München 1993, ISBN 3-88073-461-5 (Dissertation).
- El Greco kommentiert den Wettstreit der Künste. Eine Zeichnung in der Staatlichen Graphischen Sammlung München [mit einem Beitrag von Karin Hellwig]. Deutscher Kunstverlag, Berlin/München 2006, ISBN 978-3-422-06640-3.
- mit Michael Semff (Hrsg.): Künstler zeichnen – Sammler stiften. 250 Jahre Staatliche Graphische Sammlung München. 3 Bände, Hatje Cantz, Ostfildern 2008, ISBN 978-3-7757-2179-0.
- (Hrsg.): Linien – Musik des Sichtbaren. Festschrift für Michael Semff. Deutscher Kunstverlag, Berlin/München 2015, ISBN 978-3-422-07322-7.
- Zeichner in Rom 1550–1700. Deutscher Kunstverlag, Berlin/München 2012, ISBN 978-3-422-07116-2.
- Grande Decorazione. Italienische Monumentalmalerei in der Druckgraphik. Deutscher Kunstverlag, Berlin/München 2018, ISBN 978-3-422-07489-7.

| Personendaten    | Personendaten             |
| ---------------- | ------------------------- |
| NAME             | Zeitler, Kurt             |
| KURZBESCHREIBUNG | deutscher Kunsthistoriker |
| GEBURTSDATUM     | 1959                      |